# يو إس إس إنتربرايز (CVN-80)
حاملة الطائرات (CVN-80) مشروع مستقبلي لبناء ثالث حاملة طائرات في القوات البحرية للولايات المتحدة، ومن المقرر أن يتم بناؤها وتشغيلها بحلول عام 2025.

## المواصفات
طول السفينة 342 أي أقل بقرابة 40 مترا من ناطحة السحاب إمباير ستيت. وتبلغ مساحتها 4.5 هكتار (18500 متر مربع) أي ما يوازي مساحة أربعة ملاعب كرة قدم أمريكية.
الجزيرة (البرج)
يضم مركز قيادة السفينة والكواشيف والهوائيات والجسور وبرج المراقبة.
السعة
تحمل السفينة 60 طائرة عادة لكن بمقدورها حمل 90 طائرة ولديها أربعة مقاليع بخارية لدفع الطائرة إلى سرعة آمنة للإقلاع يبلغ مداه 90 مترا ويمكن للسفينة استيعاب إقلاع طائرة كل 20 ثانية. كما تستعمل بعض الطائرات حراقات لاحقة لتيسيير إقلاعها.
أسلاك التوقف
أسلاك التي توقف الطائرات الهابطة على سطح الحاملة عددها أربعة وتمسك بكلاليب الطائرات لتساعد على تحقيق التوقف الفوري.
المصاعد[عدل المصدر]
أربع مصاعد لنقل الطائرات من القبو إلى السطح.
التسليح
منصة إطلاق صواريخ سطح-جو 116 قصيرة المدى
مدفع فالانكس 20 مم سريع الإطلاق.